# Hoya collina
Hoya collina ist eine Pflanzenart der Gattung der Wachsblumen (Hoya) aus der Unterfamilie der Seidenpflanzengewächse (Asclepiadoideae).

## Merkmale
Hoya collina ist eine epiphytische, windend-kletternde, ausdauernde Pflanze mit schnurförmigen, biegsamen Trieben. Die im Querschnitt runden Triebe sich reich beblättert und kahl. Die gegenständigen Blätter sind kurz gestielt und sind ausgebreitet oder ausgebreitet-aufsteigend. Die Blattstiele sind fleischig und an der Oberseite rinnig. Die fleischigen Blattspreiten sind elliptisch oder eiförmig-elliptisch, 3,5 bis 5,5 cm lang und in der Mitte oder etwas oberhalb der Mitte (zur Spitze hin) 1,8 bis 2,7 cm breit. Der Apex ist stumpf, die Basis ist keilförmig. Ober- und Unterseiten sind kahl. Die Blattnervatur besteht aus der wenig prominenten Mittelrippe und je 2 Paaren von Sekundärrippen; ein Paar geht nahe der Basis von der Mittelrippe ab, das zweite Paar nur wenig über dem ersten Paar.
Die doldenförmigen Blütenstände enthalten 6 bis 12 Blüten. Der Blütenstandsstiel ist etwa 4 cm lang. Blütenstandsstiele und Blütenstiele sind kahl. Die sehr schlanken Blütenstiele sind etwa 1 cm lang. Die Kelchblätter sind eiförmig-dreieckig und 1,25 mm lang. Sie laufen stumpf zu und sind außen kahl. Die grünlich-weiße Blütenkrone ist radförmig mit einem Durchmesser von 0,8 cm, die Kronblätter sind in der unteren Hälfte verwachsen. Die Kronblattzipfel sind breit-eiförmig und enden stumpf. Sie innen dicht mit kurzen Papillen besetzt. Die Nebenkronenzipfel sind elliptisch und ausgebreitet. Sie sind von der Spitze des inneren Fortsatz bis zum Ende des äußeren Fortsatzes etwa 1,75 mm lang. Der innere Fortsatz ist stumpf-zipflig, der äußere Fortsatz ist stumpf. Die Zipfel sind oben in Längsrichtung etwas verdickt, die Seiten sind gerundet. Die Staubbeutel sind kurz. Die Pollinia sind etwas schief länglich mit einem sehr kleinen, rhombischen Corpusculum. Die Pollinia setzen fast direkt am Corpusculum an, Caudiculae fehlen daher fast. Früchte und Samen sind nicht bekannt.

## Ähnliche Arten
Hoya collina unterscheidet sich von Hoya eitapensis und Hoya microstemma durch dickere und fleischigere Triebe und etwas größere Blätter. Die Blütenfarbe von Hoya eitapensis ist ein gelbliches Weiß, von Hoya microstemma fleischfarben mit rosaroter Nebenkrone.

## Geographische Verbreitung und Habitat
Die Art kommt in Papua-Neuguinea am Fuß des Finisterre-Gebirges in ca. 400 m über Meereshöhe vor. Schlechter fand sie blühend im August 1908 an Bäumen und auf Sträuchern in den Wäldern der Hügel oberhalb des Flusses Kambaran.

## Taxonomie
Das Taxon wurde 1913 von Rudolf Schlechter beschrieben. Der Holotypus wurde im Herbarium des Botanischen Garten Berlin unter der Nr. Schlechter #18114 aufbewahrt. Ob er noch existiert, ist nicht bekannt. Die Datenbank Plants of the World online akzeptiert das Taxon als gültige Art.